# Municipio de Washington (condado de Dade)
El municipio de Washington (en inglés: Washington Township) es un municipio ubicado en el condado de Dade en el estado estadounidense de Misuri. En el año 2010 tenía una población de 246 habitantes y una densidad poblacional de 5,53 personas por km².
El municipio de Washington tiene el nombre del presidente George Washington.

## Geografía
El municipio de Washington se encuentra ubicado en las coordenadas 37°21′31″N 93°50′54″O / 37.35861, -93.84833. Según la Oficina del Censo de los Estados Unidos, el municipio tiene una superficie total de 44.45 km², de la cual 44,31 km² corresponden a tierra firme y (0,3 %) 0,13 km² es agua.

## Demografía
Según el censo de 2010, había 246 personas residiendo en el municipio de Washington. La densidad de población era de 5,53 hab./km². De los 246 habitantes, el municipio de Washington estaba compuesto por el 96,34 % blancos, el 1,22 % eran amerindios y el 2,44 % eran de una mezcla de razas. Del total de la población el 0,81 % eran hispanos o latinos de cualquier raza.